# 50 (musikalbum)
50 är synthgruppen Adolphson & Falks  senaste album, utgivet 2018. Albumet spelades in som ett jubileumsalbum då det var 50 år sedan Tomas Adolphson och Anders Falk spelade ihop för första gången. Albumet följdes av en jubileumsturné. 

## Låtlista
1. Just Då	                        3:21

2. Jag Tog Mitt Tåg I Tid               3:16

3. Större än Förut	                2:54

4. Det Går Mot Kväll	                4:10

5. En Väg Som Leder Mig Hem	        3:06

6. När Orden Inte Längre Räcker Till	4:11

7. En Gåva	                        3:40

8. Tensta Torg (Komponerad 1975)	                        3:59

9. Kände Du Kylan (Komponerad 1972)	                4:17

## Medverkande[1][2]

### Adolphson & Falk
Tomas Adolphson - Musik, Text (Låt 2, 4, 6, 8), Sång, körarrangemang och körsång, Gitarr, syntprogrammering
Anders Falk - Musik, Text (Låt 1-2, 3, 5, 7-8), Sång, Syntprogrammering, Instrumentprogrammering, Gitarr, Vissling, Ljud från Tensta torg
Dag Lundquist  - Trumprogrammering, Mellotron, Trummor, Syntprogrammering, Stråkprogrammering

### Övriga musiker
Katarina Pop - Körsång (Låt 2, 5)
Arvid Svenungsson - Körarrangemang, Stråkarrangemang, Piano, Elpiano (Låt 4, 5)
Gustaf Svenungsson - Trumprogrammering (Låt 2)
Magnus Wallin - Trumprogrammering (Låt 2)
Kristoffer Sundström - Elbas (Låt 2-3, 5, 7-8)
Magnus Lindgren - Flöjt, Tenorsaxofon (Låt 3, 6, 9)
Martin Hederos - Tramporgel, Piano (Låt 4, 8-9)
Daniel Migdahl - Violin (Låt 5)
Natalie Migdahl - Violin (Låt 5)
Hanna Ekström - Viola (Låt 5)
Tove Törngren Brun - Cello (Låt 5)
Magnus Marcks - Kontrabas (Låt 9)
Lars Falk - Text (Låt 8)
Barbro Hörberg - Text (Låt 9)

### Övriga medverkande
- Omslag: John Falk Rodén
- 'Foto sid 2: Mauro Rongione
- Foto mittuppslag: Ulf Eriksson, Calle Bengtsson, Torbjörn Calvero och Åsa Lundén